# Nelson Freire
Nelson Freire (portuguès: Nelson José Pinto Freire)  (Boa Esperança, 18 d'octubre de 1944 - Rio de Janeiro, 1 de novembre de 2021) va ser un pianista brasiler. A Catalunya, va tocar, entre d'altres, al Palau de la Música i a L'Auditori, tant com a solista com al costat de l'Orquestra Ciutat de Barcelona i altres formacions.

## Biografia
Nelson Freire va començar a tocar el piano quan tenia tres anys, sorprenent a tots en tocar de memòria peces que havien estat executades per la seva germana gran, Nelma. Els seus principals professors a Brasil van ser Nise Obino i Lúcia Blanco, que havia estudiat amb un alumne de Franz Liszt. En el seu primer recital, als 5 anys, Nelson va escollir la Sonata en la major, K. 331 de Mozart.
Quan Nelson tenia sis anys, per poder donar millors estudis musicals a Nelson, la família es va traslladar a Rio i el seu pare va canviar la farmàcia pel banc.
El 1957, amb 12 anys, Nelson Freire va ser setè en el Concurs Internacional de Piano de Rio de Janeiro, el vencedor del qual va ser l'austríac Alexander Jenner i en la prova final va executar el Concert per a piano núm. 5 "Emperador", de Beethoven. El jurat del Concurs estava compost per Marguerite Long, Guiomar Novaes i Lili Kraus. Va guanyar del llavors president del Brasil, Juscelino Kubitschek, una borsa d'estudis per anar Viena a aprendre amb Bruno Seidlhofer, el mateix mestre de Rudolf Buchbinder, Friedrich Gulda i la que aviat es convertiria en la seva gran amiga i confident Martha Argerich.
El 1964, Nelson Freire va aconseguir el primer premi en el Concurs Internacional de Piano Vianna da Motta a Lisboa i a Londres va rebre les medalles d'or Dinu Lipatti i Harriet Cohen.
Nelson Freire es va embarcar en la seva carrera internacional el 1959, fent recitals i concerts a les ciutats més grans d'Europa, Estats Units, Centreamèrica, Amèrica del Sud, Japó i Israel. Treballà també amb molts dels més prestigiats directors, incloent-hi Pierre Boulez, Eugen Jochum, Lorin Maazel, Charles Dutoit, Kurt Masur, André Previn, David Zinman, Vaclav Neumann, Valery Gergiev, Rudolf Kempe (amb els qui va realitzar diverses gires pel Estats Units i Alemanya amb la Royal Philharmonic Orchestra), Gennady Rozhdestvensky, Hans Graf, Hugh Wolff, Roberto Carnevale, John Nelson, Seiji Ozawa i Isaac Karabtchevsky.
Es va presentar com a convidat d'orquestres de prestigi, tals com: Berliner Philharmoniker, Münchner Philharmoniker, Bayerische Rundfunk Orchester, Royal Concertgebouw Orchester, Rotterdam Philharmonic Orchestra, Tonhalle Orchester Zuric, Wiener Symphoniker, Czech Philharmonic, Orchestre de la Suisse Romande, London Symphony Orchestra, Royal Philharmonic Orchestra, Orquestra Sinfônica de l'Estat de São Paulo, Orquestra Sinfônica Nacional de la Ràdio MEC, Orquestra Sinfônica de Paraná, Israel Philharmonic, Orchestre de París, Orchestre National de France, Orchestre National des Pays de la Loire, Philharmonique de Radio France, Orquestra de Montecarlo i altres orquestres de Baltimore, Boston, Chicago, Cleveland, Los Angeles, Mont-real, Nova York i Filadèlfia.
A Varsòvia (1999), Nelson Freire va tenir un triomf genuí amb la interpretació del Concert per a piano núm. 2 de Chopin, marcant els 150 anys d'aniversari de la mort del compositor. El desembre de 2001, va presidir el jurat del Concurs de Piano Marguerite Long a París.
Nelson Freire ha realitzat actuacions en el Carnegie Hall de Nova York acompanyat de l'Orquestra Filharmònica de Sant Petersburg, en el Festival Internacional de Música Primavera de Praga amb l'Orchestre National de France i amb les principals orquestres de Baltimore, Boston, Mont-real, Nova York i Utah. També s'ha presentat amb l'English Chamber Orchestra (a França i Portugal), Orchestre de la Ràdio Suisse Italienne i realitzat recitals a Brussel·les, París, Roma, Múnic, Lisboa, Luxemburg i Zuric. En 2002/2003, Nelson Freire va realitzar dues gires de concerts sota la direcció de Riccardo Chailly, amb la Royal Concertgebouw Orchestra de Ámsterdam i Orchestra Sinfònica de Milà Giuseppe Verdi. També es va presentar amb la Tonhalle Orchester de Zuric i l'Orquestra Simfònica NHK de Tòquio. El seu debut en els Proms va ser l’agost de 2005.
Nelson Freire ha gravat per a Sony/CBS, Teldec, Philips i Deutsche Grammophon. Recentment, va gravar els concerts per a piano i orquestra de Liszt amb la Dresden Philharmonic sota la direcció de Michel Plasson per la Berlín Classics. El seu enregistrament dels 24 Preludis de Chopin va rebre l’Edison Award.
Al final de la seva carrera tenia un contracte d'exclusivitat signat amb la Decca i el primer CD produït va ser dedicat a les obres de Chopin, que es va guanyar l'aclamació unànime de la crítica musical internacional. L'enregistrament va rebre el Diapason d’Or i un premi “Choc” del Monde de la Musique. També va quedar com a 10è. en el rànquing de la revista Répertoire i va ser recomanat per la revista Classica. Va ser considerat per la Revista Època un dels 100 brasilers més influents de l'any 2009.
L'any Chopin 2010, Nelson Freire va efectuar el concert d'inauguració en la Sala São Paulo.
Entre els seus compositors preferits cal destacar la seva predilecció per Chopin. Per tal motiu, algunes companyies discogràfiques li van demanar realitzar l'enregistrament integral del geni polonès, però s'hi va negar, encara que va enregistrar els Estudis i fa anys també els Preludis. Els crítics consideren que les seves versions de Chopin són les de major nivell d'aquests últims anys, en la línia interpretativa marcada per Rubinstein, però amb una calidesa personal que resta artificiositat als passatges més pirotècnics del compositor. D'altra banda, coincidint amb la seva personal visió musical, les seves interpretacions en directe són les que millor transmeten la seva visió de les obres i l'atmosfera que aconsegueix aconseguir.
La seva vida va transcórrer principalment entre les ciutats de París i Rio de Janeiro. El 2019 per culpa d'una caiguda durant una caminada a Rio de Janeiro, va haver de passar pel quiròfan per fer una cirurgia a l'espatlla el 2019. El seu retorn als teatres estava previst per a l'any 2020, però el pianista es va veure obligat a ajornar els plans a causa de la pandèmia de COVID-19.
Freire va morir l'1 de novembre de 2021, a causa d'una commoció cerebral.

## Discografia parcial
El seu àlbum Chopin The Nocturnes llançat el 2010, va ser el seu primer certificat a Brasil amb el Disc d'Or per la ABPD a causa de les més de 40 mil còpies venudes. El seu àlbum, realitzat en 2011 en commemoració al bicentenari del naixement de Franz Liszt, és el CD intitulat "Harmonies du Soir", que homenatja al compositor hongarès. També ha gravat un àlbum de música brasilera per a piano.
- Bach, Part. clvc. n. 4/Suite ingl. n. 3/Fantasia crom. i fugida/Corali - Freire, 2015 Decca
- Beethoven, Conc. p. n. 5 'Emperador'/Són. p. n. 32 op. 111 - Freire/Chailly/GOL, 2014 Decca
- Chopin, Són. p. n. 3/Estudis op. 25/3 Nous Estudis - Freire, 2001 Decca
- Chopin, Estudis op.10/Barcarolla op. 60/Són. pf. n. 2 - Freire, 2004 Decca
- Debussy, Prel. I/D'un cahier d'esquisses/Children's C./Clair de lune - Freire, 2008 Decca
- Argerich & Freire - Live in Salzburg (3 d'agost de 2009) - Argerich/Freire, Deutsche Grammophon
- Freire, Brasileiro - Vila Llops & Friends, 2011 Decca
- Freire, Radio days. The concerto broadcasts, 1968-1979 - Wallberg/Peters/Masur/Zinman, Decca
- Els Grans Pianistes del Segle XX. Vol. 29. Phillips

## Premis
El 1964, va conquistar el primer lloc en el Concurs Internacional de Piano Vianna de la Motta a Lisboa i a Londres va rebre les medalles d'or Dinu Lipatti i Harriet Cohen.
El seu enregistrament dels 24 Preludis de Chopin va rebre l’Edison Award. Va guanyar el premi Classic FM Gramophone Awards (2007), considerat l'Oscar de la música clàssica, per l'Enregistrament de l'Any, amb el CD dels concerts de piano Brahms.
El 2019 va ser guardonat per la Fundació Konex de l'Argentina amb el Premi Konex Mercosur com una de les figures més excel·lents de la Música Clàssica a Amèrica Llatina, guardó que es lliura cada deu anys a aquesta activitat. El mateix any, va rebre l'International Classical Music Awards (ICMA) 2019, que el va reconèixer per tota la seva trajectòria.

## Pel·lícula
El 2003, João Moreira Salles va realitzar un documental denominat Nelson Freire, sobre el pianista i la seva relació amb la música. Va guanyar dos premis del gran Premi de Cinema de Brasil, en les categories de Millor Documental i Millor So. Va participar de la pel·lícula la pianista argentina Martha Argerich, amb qui Nelson va fer diversos concerts conjunts i de qui era molt proper en talent, història i gustos.